# 澳洲天主教大學

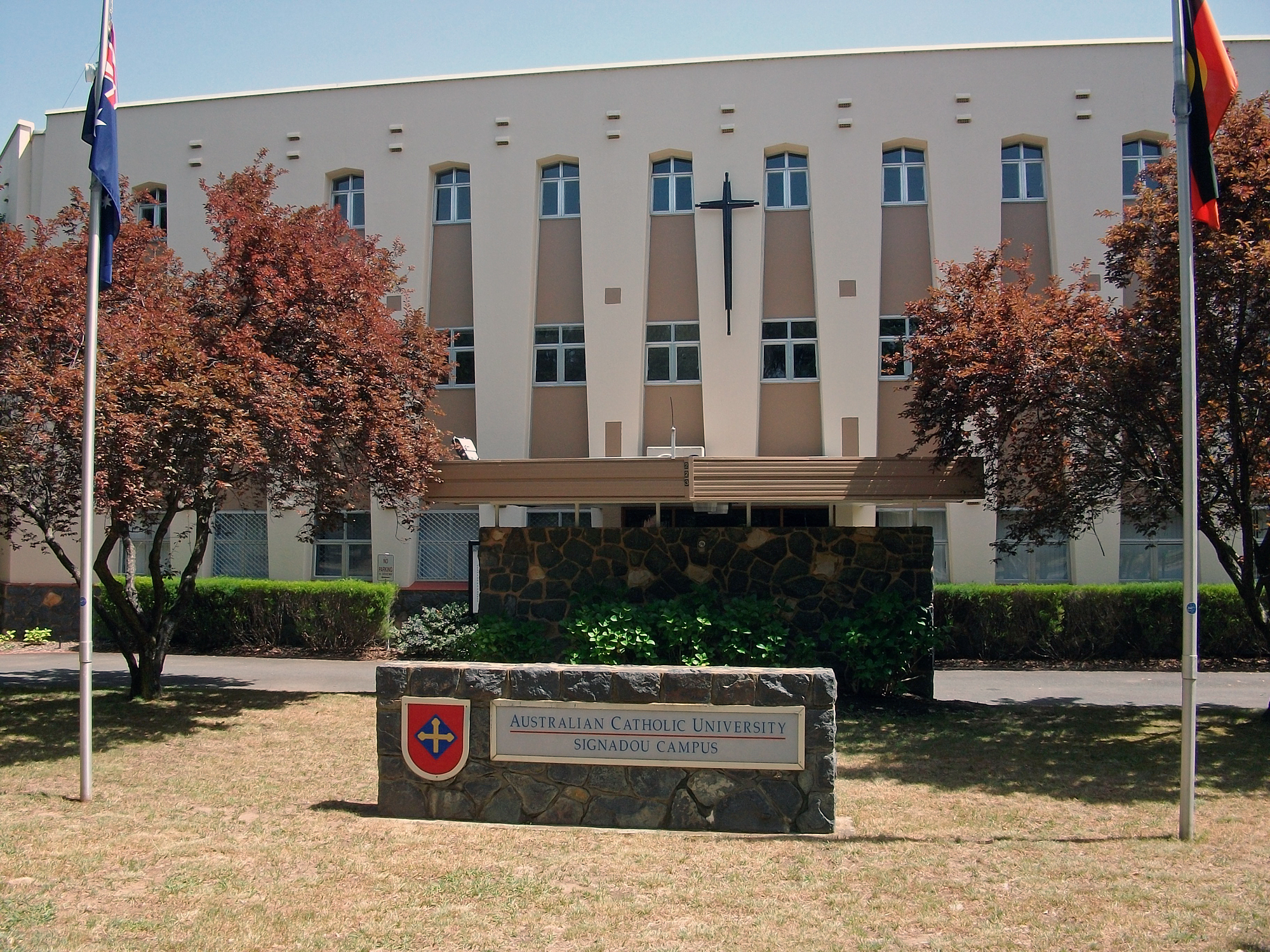

澳洲天主教大學（英語：Australian Catholic University，缩写），澳洲天主教大學（簡稱ACU），成立於1991年，目前在全澳洲共有8個校區，分別位於各州首府 - 墨爾本、雪梨 (3校區)、布里斯本、坎培拉、阿得雷德和巴拉瑞特。
每個校園皆有不同風格，復古、新穎、現代化，且提供完整的圖書館及校內教學模擬室資源，讓學生能透過最新的資料，學習到最新、最完整的研究資源。學校希望學生除了讀書，能更積極參與其他活動，因此提供的硬體設備佳，校內更有各項學生俱樂部、運動團隊、健身房等。另外校園內還設有學生的廣播電台服務，讓學生可以無時無刻接收到最新資訊。
本校課程多以實務的就業導向為主，且開設的課程也十分多元，商學、管理、教育、護理、社會、人文、環境科學、諮商、哲學、音樂等。ACU在多年學生評比當中，學習體驗一直榮獲畢業生五星級的評價，其畢業生就業率和起薪在澳洲大學中也屬高等水平。
護理專業榮登全澳第一名
護理是本校最有名的專業課程之一，在澳洲當地是相當有名氣的，優質的授課師資、完善的教學環境，還有先進的教學設備，學生於本校畢業後，平均95%畢業生畢業三個月內成功成為一名護士及找到工作，無疑為未來的出路增加了保障。
學術成就
1. 躋身世界排名前2％的世界大學之列《 2021年泰晤士高等教育世界大學排名》
2. 2020世界大學學術排名，護理排名世界第18名、澳洲第7名。
3. 2020世界大學學術排名，運動科學排名世界第22名、澳洲第4名。
4. 2020世界大學學術排名，教育學排名世界前75名、澳洲第4名。
5. 2020世界大學學術排名，心理學排名世界前200名。